# Martti Marttelin

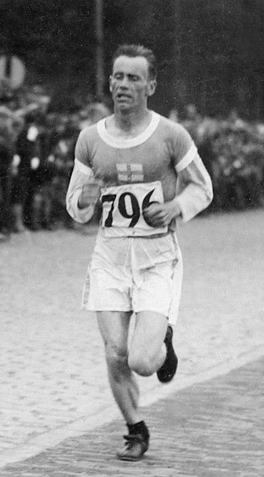
Martti Marttelin 1928

Martti Bertil Marttelin (* 18. Juni 1897 in Nummi; † 1. März 1940 in Leningrad) war ein finnischer Marathonläufer. Er fiel im Winterkrieg bei der Schlacht am Fluss Taipale.
Martti Marttelin war 1,76 m groß und 66 kg schwer.
Er kam bei folgenden Marathonläufen unter die ersten drei:
- 4. September 1927 in Kouvola – 2:43:10,5 h (1.)
- 17. Juni 1928 in Kauhava – 2:38:56 h (1.)
- 14. Oktober 1928 in Turin – 2:41:24,2 h (1.)
- 4. Juli 1930 in Turin – 2:38:35 h (2.)
- 30. August 1931 in Viipuri – 2:39:01,8 h (2.)
- 31. Juli 1931 in Turku – 2:41:12 h (1.)

Seine Bestzeit wird mit 2:35:02 h angegeben, gelaufen bei den Olympischen Spielen 1928 in Amsterdam, an denen er zusammen mit fünf anderen Finnen – Yrjö Korholin-Koski, Verner Laaksonen, Eino Rastas, Väinö Sipilä und Ilmari Kuokka – teilnahm. Diese Leistung trug ihm den Gewinn der Bronzemedaille hinter dem für Frankreich startenden Boughéra El Ouafi (Gold in 2:32:57 h) sowie dem Chilenen Manuel Plaza (Silber in 2:33:23 h) ein.
Darüber hinaus lief Marttelin zwei Weltrekorde über 25 km:
- 1:24:24,0 h, 1928 in Tampere. Damit verbesserte er die sechs Jahre alte Bestmarke seines Landsmannes Hannes Kolehmainen (1:25:20,0 h) um fast eine Minute. Im Jahr darauf verlor er den Rekord an den Briten Ernest Harper, der 1:23:45,8 h lief.
- 1:22:28,8 h, 1930 in Viipuri. Dieser Leistung durfte er sich neun Jahre lang erfreuen. Erst 1939 gelang Erkki Tamila eine weitere Verbesserung auf 1:21:27,0 h. (heutige Bestmarke: 1:13:55,8 h, gelaufen 1981 von dem Japaner Toshihiko Seko).